# Fumaria abyssinica
Fumaria abyssinica är en vallmoväxtart som beskrevs av Hammar. Fumaria abyssinica ingår i släktet jordrökar, och familjen vallmoväxter. Inga underarter finns listade i Catalogue of Life.